# Hey, You (canción de Pink Floyd)
"Hey, You" (en inglés "Oye, tú") es una canción escrita por Roger Waters, grabada y publicado por la banda de rock progresivo Pink Floyd, lanzado el 30 de noviembre de 1979, cómo parte del álbum "The Wall" y en la película "Pink Floyd: The Wall, siendo la primera del segundo disco de dicho álbum doble. Al igual que la gran mayoría de temas del álbum. Fue interpretada tanto por él como por el guitarrista David Gilmour.
La canción fue excluida de la película homónima junto con "The Show Must Go On" por una decisión de sus productores, debido al temor de que incluirlas la hiciera demasiado larga; por otro lado, una versión sin editar está disponible en la 25th Anniversary Edition de la película en DVD.

## Trama
Luego de que el muro conceptual fue terminado, el personaje principal Pink  se pregunta (aunque demasiado tarde ya) si tomó la decisión correcta al aislarse completamente del resto del mundo. 
En una entrevista para promocionar el álbum en 1979, Roger Waters afirmó que narrativamente hablando, en esta canción, Pink está dentro de su muro de forma psicológica, pero también físicamente, pues está "encerrado en una habitación de hotel con una ventana rota con vista hacia la autopista". Atrapado dentro de un muro creado por el dolor, los sentimientos reprimidos y las malas experiencias de su vida, Pink desesperadamente busca algo o alguien que lo ayude a reconectarse con el mundo que él mismo decidió abandonar. A medida que la canción avanza, sus pedidos de ayuda se van haciendo cada vez más desoladores y desesperados.

## Composición
La canción comienza con la guitarra acústica de Gilmour en la escala de Mi menor en un volumen bajo. A los diez segundos se une el bajo fretless (Sin trastes) también grabado por él y dos versos después se une su voz a los versos (todo esto en un ritmo lento). Luego de una estrofa se une la batería de Mason y un verso después se entra a un interludio con Gilmour improvisando sobre Mi menor y yendo cada vez más arriba hasta frenar y empieza otro interludio con guitarra acústica y voz de Waters de forma predominante. Luego de esto se vuelve a una parte similar al principio de la canción, lo sigue un estribillo y la canción termina al grito de Waters de "Together we stand, divided we fall." (del inglés, "juntos: seguimos en pie, separados: caemos."), con eco repitiendo "we fall, we fall".

## En vivo
El tema fue estrenado en vivo en conjunto con todos los del álbum The Wall, el 7 de febrero de 1980 en LA Sports Arena (roio Azimuth Coordinator part 3), pero existen registros del tema en los ensayos del 1 de febrero (roio The Wall Rehearsals) y de los demos en el roio The Wall Under Construction.
Hey You fue tocada durante las 5 semanas de presentación del álbum en vivo durante 1980 y 1981, siendo tocada por última vez por Pink Floyd con Roger Waters el 17 de junio de 1981 en Londres (roio Roger At Last). Luego de esto el tema fue dejado de lado por la banda y Roger waters lo revivió en concierto para 1984 durante sus shows para The Pros and Cons of Hitchhiking, así el 16 de junio de 1984 lo toca por primera vez en solista en Estocolmo (roio Sidewinder) y por última vez en esa gira el 31 de julio de ese mismo año en Montreal (roio Leaving Watery Depths).
Luego de esto, el 21 de julio de 1990, como celebración de la caída del muro de Berlín, Waters monta el show The Wall Live In Berlín, con artistas invitados, el show contó con una notable versión del tema a cargo de Paul Carrack y la Bleeding Heart Band, grupo organizado por Roger para que lo acompañara en las giras.
El tema, que según propias declaraciones de Gilmour, no se asentaba con su forma de ver las cosas[cita requerida], no fue tocado por la banda hasta 1994, incluido en la gira de promoción del álbum The Division Bell. De esta forma David Gilmour y compañía revivió Hey you, siendo acompañado en voces por Jon Carin. El 30 de marzo de 1994, día de estreno del Division Bell, se presentó el tema en el primer concierto de la gira en Miami (roio A Great Day). Luego, el tema fue tocado a lo largo de la gira que duró hasta septiembre de 1994, siendo tocado el 13 de septiembre de 1994 en el Stadio delle Alpi, Turín, Italia, versión que puede ser escuchada en los álbumes en vivo no oficiales, A Passage of Time y A Night In Italy (Remastered). Y en octubre de 1994, el tema fue tocado el 13 de octubre en el Earls Court de Londres, versión que puede ser escuchada en el álbum en vivo oficial PULSE, que sería a su vez la penúltima vez que el tema fuese tocado en vivo.
El tema fue tocado por última vez el 22 de octubre de 1994 en el Earls Court de Londres (roio Dawn Mist Glowing).
«Hey You». Archivado desde el original el 5 de julio de 2008. Consultado el 19 de agosto de 2010.